# مي المر
مي المر (1929 - 29 مارس 2008) مؤرخة لبنانية ، كاتبة، شاعرة وناشطة سياسية، أسست وترأست العديد من الجمعيات الثقافية والاجتماعية. وشغلت منصب رئيس أكاديمية الفكر اللبناني، وكان عضوا مؤسسا في حزب حراس الأرز.
المر تُدرّس مواضيع مختلفة في عدة جامعات ومؤسسات مثل الجامعة اللبنانية والمدرسة الحربية اللبنانية، كتدريس الرياضيات، والأدب، والتاريخ، تاريخ الفن والجغرافيا. وهي أخت النائب ميشال المر.

## مؤلفات

### المنشورات
كتبت مي مر أكثر من 3000 مقال في عدة موضوعات (علم اللاهوت، الفلسفة، السياسة، الأدب، الفن، التاريخ، الجغرافيا، المشاكل الاجتماعية) بالتركيز على تحديات العائلة، المرأة، والطفل، في معظم مجلات وجرائد لبنان، بثلاث لغات( لبنانية، عربية، وفرنسية).
كانت رئيس تحرير جريدة «لبنان الأسبوعية» منذ 1975 إلى 1982. ونشرت بها مقالات سياسية، قصائد، و مستخرجات من لبانيادا، قصيدتها باللغة العربية اللبنانية( ما يقرب من 30,000 بيت شعر)، وموضوعاتها التاريخية كانوا السبب وراء تسمية تاريخ لبنان-الفينيشيا كأكبر محتوى تاريخي. ودرج أعمالها عن التاريخ اللبناني في 12 مجلد(لازالت مخطوطات) لبنان-فينيشيا، أرض الله.

### باللغة اللبنانية
- إليسا: دراما تاريخية في بيوت شعر، أعتبرت كملتقى لهذا المجال. بيروت، 1968.
- أنا احبك: قصائد عن الحب (شخصيات لبنانية حديثة) من تحريرات سانت بول، 1978.
- منشورات مختلفة في النثر، والشعر في الصحافة.

### منشورات باللغة الفرنسية
- لماذا الورود؟ قصائد عن الحب (بالشعر الكلاسيكي و الحر)، باريس، جراسين، 1967.
- العجاف رؤوسهم اّذان: قصائد (بالشعر الكلاسيكي والحر)، باريس، جراسين، 1969. باريس، جراسين، 1967.
- لم يكن هناك حب: صلوات (بالشعر الحر)، باريس، جراسين، 1970.
- الرباعيات: قصائد (بالشعر الكلاسيكي)، باريس، جراسين-جونيه، سانت بول، 1971
- كمال أو قصة بطل: شعر و مقتطفات، تتخللها الصلاة في بيت شعر كمقدمة. بيروت، إشتار، 1987.
- الشعر الترميستيجي: قصائد روحية (شعر كلاسيكي)، مستوطنات خليفة للطبع، بيروت، 1994.

منشورات باللغة العربية
- أجمل حكايا لبنان-فيشيا. بيروت
- الطائر الصغير الساحر
- إناء الوقت
- لبنان وفينيشيا
- ثور ومايا
- معبد الزمرد
- سوف أعطي أسمك للصور
- الذي إسترجع إمبراطورية العالم لفينيشيا
- طرابلس، أريدك لنفسي
- كان يريد لنا الحب
- إليسا، مستكشف ملكة إمبوريا
- إقليدس الصور، مرتب العقل

ونشرت ايضا مي ثلاث مجموعات من العر الغربي الكلاسيكي
- ربي، أحبك
- لبنان، أحبك ايضا
- قبلة لأجلك

### أعمال غير منشورة
عدد من المخطوطات بالاشتراك مع زوجها، الفريد مر، في انتظار النشر
- يسوع، قصيدة من ما يقرب من 15,000 بيت شعر.
- أول خطاب عاطفي، أو ثور ومايا. رواية تاريخية.
- صور كادمس، سيد الكون، رواية تاريخية.
- كان يريد لنا الحب، أو ادونبرام، سولومون، ملكة شيبا، رواية تاريخية.
- إقليدس الصور، مرتب العقل، رواية تاريخية باللغة العربية.
- عدد من الروايات، المسرحيات (بما فيهم مارينا)، وتسع كتب في الشعر.

## جوائز
- جائزة سعيد عقل (1970)